# Jaroslav Selner (generál)
Jaroslav Selner (5. května 1906 Štěpánov – 11. ledna 1973 Praha) byl československý voják z povolání.

## Kariéra
Během druhé světové války bojoval u Tobruku, od léta 1943 sloužil v Londýně na II. oddělení MNO a v září 1944 odletěl na východní frontu. Zde od února 1945 velel 3. československé samostatné brigádě, se kterou dorazil do osvobozené Prahy.
Po druhé světové válce byl v hodnosti plukovník velitelem 3. divize v Kroměříži a studoval na Akademii generálního štábu v Moskvě. Po návratu z Moskvy byl jmenován profesorem všeobecné taktiky a 1. prosince 1949 povýšen do hodnosti brigádního generála. Na vysoké vojenské škole působil až do 17. září 1951, kdy byl propuštěn.
V letech 1951–1952 pracoval v ostravských dolech jako havíř, po obnovení zranění z války pracoval v letech 1952–1954 v ocelárně SONP Kladno. Poté pracoval jako učitel na učňovské škole drogistů v České Kamenici a později i jako její ředitel. V 60. letech 20. století se po částečné rehabilitaci stal vedoucím Osvětové besedy na Praze 1 a nakonec tajemníkem Filozofické fakulty Univerzity Karlovy. V roce 1966 odešel do penze.

## Život
Narodil se v rodině Jaroslava Selnara a Marie Matějkové. Až do roku 1922 znělo příjmení jeho a jeho otce Selnar. Vystudoval Vojenskou akademii v Hranicích a poté na roční aplikační škole u pěšího pluku 33 v Milovicích, pak sloužil v Bratislavě. Od října 1933 do září 1935 sloužil v Praze u 28. pluku, kde se po studiu na Vysoké škole válečné stal spojovacím důstojníkem pluku. Odtud byl přeložen do Lučence ke 25. pěšímu pluku. Poté studoval v topografickém kursu Vojenského zeměpisného ústavu, vyřazen byl 21. srpna 1936. V mobilizaci v září 1938 byl přidělen ke štábu III. sboru v Brně, jeho velitelem zde byl Antonín Hasal. Po okupaci zbytku Československa odešel na dovolenou na neurčito a zapojil se do činnosti ilegální vojenské organizace Obrana národa. Později se rozhodl pro odchod z protektorátu a 6. prosince 1939 přešel na Slovensko, následně do února 1940 v Budapešti a Bělehradu vypomáhal v péči o uprchlíky z protektorátu. Důsledky zatčení v Bělehradu, kdy unikl deportaci jen o vlásek, ho dovedly na Střední východ. Zde bojoval jako velitel čety a zástupce velitele 3. roty Československého pěšího praporu 11 – východního, a později po přezbrojení jako velitel praporu 500 československého lehkého protiletadlového pluku 200 – Východního.
Po službě v Londýně a u 3. Československé samostatné brigády se vrátil v roce 1945 do Prahy. Zde se seznámil s herečkou Věrou Skálovou, která hrála v divadle Vlasty Buriana a natočila několik filmů (např. Muži nestárnou (1942) s Janem Pivcem). Na svatbu, kterou měli 9. ledna 1946, jim za svědka šli generál Karel Klapálek a poslanec Josef David, v té době předseda Prozatímního Národního shromáždění.
Částečnou rehabilitaci mu režim přiznal v roce 1968. Zajímavostí je, že mu byl na ÚV KSČ ukázán dokument, podle kterého byl v roce 1949 Nejvyšším soudem odsouzen k trestu smrti; zachráněn byl zřejmě díky dosud neznámé osobě, která se na něj nečitelně podepsala pod slovo „Nesouhlasím“.
Selner obdržel řadu vyznamenání: Řád bílého lva, Řád britského imperia, rumunský Řád Královské koruny, Řád Slovenského národního povstání 1. třídy, sovětský Řád Rudé hvězdy, čtyřikrát Československý válečný kříž, československý Řád Rudé hvězdy, medaili Za zásluhy 1. stupně, Za chrabrost před nepřítelem, Za vítězství nad Německem, Za osvobození Prahy či britskou medaili Afrika Star.  
Jaroslav Selner zemřel 11. ledna 1973. V roce 1991 získal in memoriam od prezidenta Václava Havla hodnost generálporučíka.
V roce 2009 se stal čestným občanem města Kladna in memoriam. Jeho jméno nese jedna z nejnovějších kladenských ulic na okraji kročehlavského sídliště. Od roku 2016 má pamětní desku na budově kladenského gymnázia. V roce 2010 obdržel Čestnou cenu města Brandýs nad Labem-Stará Boleslav in memoriam.
Knižní portrét, připomínající tradici rodu Selnerů z chodské vzpoury proti hraběti Lamingerovi, svědectví manželky Věry a úvahy a vzpomínky generála Selnera na spolubojovníky a spolužáky z hranické akademie sepsal jeho syn Václav Selner spolu s Františkem Cingerem v knize Generál z rodu rebelů (nakl. BVD 2007).

## Ocenění a Vyznamenání
- Řád Bílého lva I. třída, vojenská skupina, udělena 2019
- Řád Bílého lva
- Řád britského impéria
- Řád rumunské koruny
- Řád Slovenského národního povstání, I. třídy
- Řád Rudé hvězdy (SSSR)
- Československý válečný kříž 1939, udělen 4x
- Řád rudé hvězdy
- Československá medaile za zásluhy, I. stupeň
- Československá medaile Za chrabrost před nepřítelem
- Africa Star
- Medaile za vítězství nad Německem ve Velké vlastenecké válce 1941–1945
- Medaile Za osvobození Prahy
- 2009 Čestné občanství města Kladna
- 2010 Čestné občanství města Brandýs nad Labem-Stará Boleslav